# Carl Bussow
Carl Bussow (* 24. Januar 1887 in Boizenburg/Elbe; † 3. September 1972) war ein deutscher Politiker der Kommunistischen Partei Deutschlands (KPD) und war von 1924 bis 1926 Abgeordneter der Hamburgischen Bürgerschaft.

## Leben
Ab 1905 lebte Bussow in Hamburg und war als Hafenarbeiter tätig. 1919/20 war er Mitglied und Funktionär der Unabhängigen Sozialdemokratischen Partei Deutschlands (USPD), trat dann zur KPD über und wurde 1924 in die Hamburgische Bürgerschaft gewählt. 1926 wurde Bussow nach parteiinternen Richtungskämpfen als Vertreter ultralinker Positionen aus der KPD ausgeschlossen, legte sein Bürgerschaftsmandat nieder und zog sich dauerhaft aus der Politik zurück.